# Municipio de Petersburg (Dakota del Norte)
El municipio de Petersburg (en inglés: Petersburg Township) es un municipio ubicado en el condado de Nelson en el estado estadounidense de Dakota del Norte. En el año 2010 tenía una población de 29 habitantes y una densidad poblacional de 0,24 personas por km².

## Geografía
El municipio de Petersburg se encuentra ubicado en las coordenadas 47°57′44″N 97°57′27″O / 47.96222, -97.95750. Según la Oficina del Censo de los Estados Unidos, el municipio tiene una superficie total de 122.62 km², de la cual 119.81 km² corresponden a tierra firme y (2.3%) 2.82 km² es agua.

## Demografía
Según el censo de 2010, había 29 personas residiendo en el municipio de Petersburg. La densidad de población era de 0,24 hab./km². De los 29 habitantes, el municipio de Petersburg estaba compuesto por el 96.55% blancos y el 3.45% pertenecían a dos o más razas. Del total de la población no habían hispanos o latinos de cualquier raza.